# (11158) Cirou
(11158) Cirou (1998 AJ6) – planetoida z grupy pasa głównego asteroid okrążająca Słońce w ciągu 3,25 lat w średniej odległości 2,2 j.a. Odkryta 8 stycznia 1998 roku.